# Sistemes Importants del Patrimoni Agrícola Mundial
Els Sistemes Importants del Patrimoni Agrícola Mundial o Sistemes de Patrimoni Agrícola Mundialment Importants (SIPAM, en anglès GIAHS) són paisatges destacats de bellesa estètica que combinen biodiversitat agrícola, ecosistemes resistents i un valuós patrimoni cultural. Situats en llocs específics arreu del món, proporcionen de forma sostenible múltiples béns i serveis, seguretat alimentària i mitjans de vida per a milions de petits agricultors.
El 26 de novembre de 2019, l'Organització de les Nacions Unides per a l'Agricultura i l'Alimentació (FAO) declara sistema important del patrimoni agrícola mundial (SIPAM) el "regadiu històric de l'Horta de València", per establir un vincle entre els medis rural i urbà, amb un sistema productiu on s'integren les cultures agrícola i hidràulica, llaurades durant segles d'ençà del començament de la dominació àrab a la zona, que han anat conformant un paisatge únic, l'Horta de València i l'Albufera, que s'integra en la coneguda horta mediterrània.

## Exemples
- Sistema agrícola d'oliveres mil·lenàries de les Terres del Sénia
- Regadiu històric de l'Horta de València
- Paisatge cultural de les terrasses arrosseres dels hani de Honghe